# Pentila lasti
Pentila lasti är en fjärilsart som beskrevs av Smith och Kirby 1889. Pentila lasti ingår i släktet Pentila och familjen juvelvingar. Inga underarter finns listade i Catalogue of Life.